# Stejneger-féle csőröscet
A Stejneger-féle csőröscet (Mesoplodon stejnegeri) az emlősök (Mammalia) osztályának párosujjú patások (Artiodactyla) rendjébe, ezen belül a csőröscetfélék (Ziphiidae) családjába tartozó faj.

## Neve
Az állat a nevét Leonhard Stejneger norvég-amerikai zoológusról kapta, aki 1883-ban a Bering-sziget partjain egy töredékes koponyát talált. 1885-ben Frederick William True amerikai biológus erről a koponyáról írta le a fajt. 1904-ben, Oregon partjainál, Newport mellett egy egész koponya is előkerült, ami alátámasztotta az állatfaj létezését.

## Előfordulása
A Stejneger-féle csőröscet előfordulási területe a Csendes-óceán északi fele. Ebben az óceánban ez a legészakabbra élő csőröscetfaj; elterjedése egészen a Bering-tengerbe is benyúlik. Főbb állományai azonban a Japán Mijagi prefektúrától egészen az Amerikai Egyesült Államokbeli Kalifornia állam déli részéig találhatók meg.
Mint a legtöbb csőröscet esetében, az állomány nagysága nem ismert. Korábban vadászható faj volt Japánban. Néha szabadon lebegő halászhálókba gabalyodik be, ami a halálát okozza. Nem ismert, hogy ez milyen mértékben érinti az állományát.

## Megjelenése

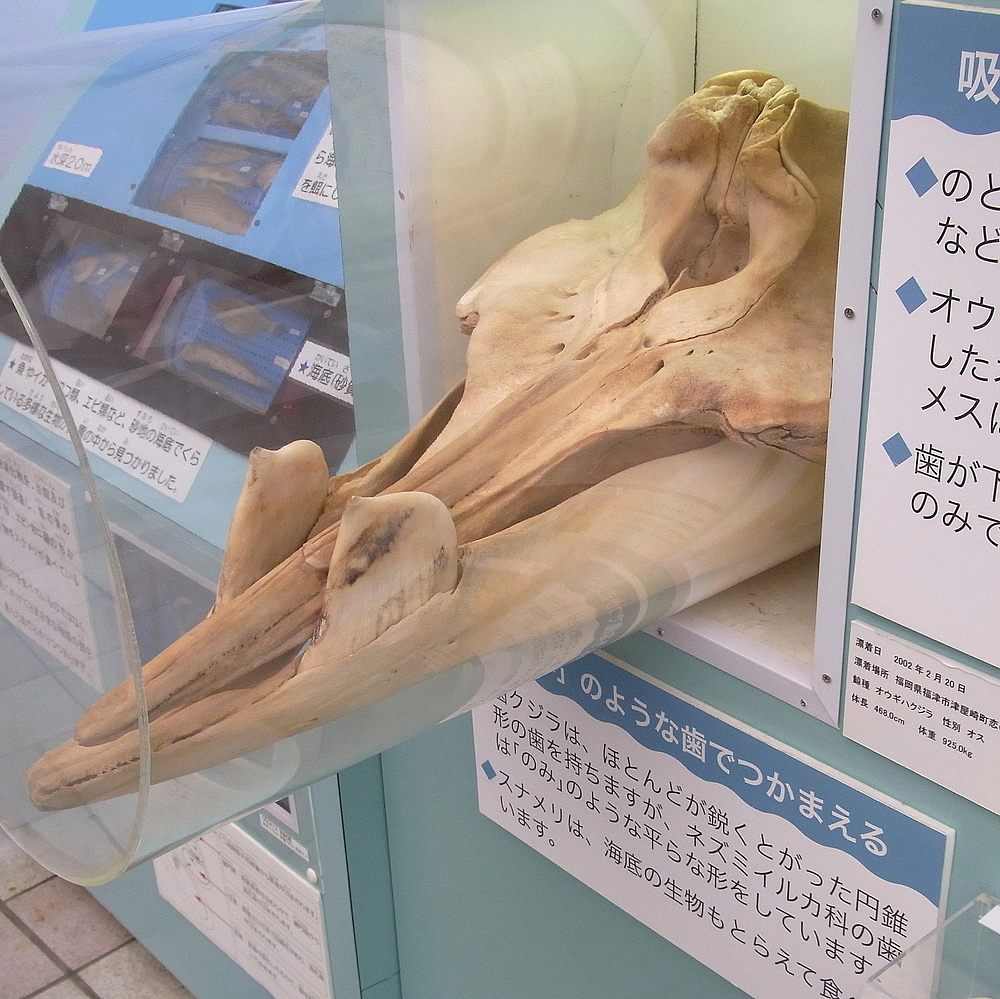
Koponyája egy japán múzeumban

A faj egyik legfőbb jellemzője a hímek szájából kinövő, agyarszerű, meghosszabbodott fogak, melyek előre nyúlnak, azonban a végük befelé hajlik. Csak az agyaras csőröscetnek (Mesoplodon layardii) és a Mesoplodon traversiinek vannak hosszabb fogaik. A teste hosszúkás, mindkét végénél elvékonyodik. A „csőre” közepes méretű és ívet alkot a szájvonallal, így nem olyan feltűnő, mint más rokon fajok esetében. A testszíne a sötétszürkétől a feketéig változik, de a hasi részénél és a feje körül világosabb árnyalatok vannak. A kor előrehaladtával a színezet egyre sötétebbé válik; ez alól kivételt képez a nőstény farokúszójának alsó felén levő világos mintázat, mely egyre szembetűnőbb lesz. Mint számos más cetfaj esetében, a Stejneger-féle csőröscet hímjein is jelen vannak más hímek okozta sebnyomok, azonban mindkét nemen világítócápa (Isistius brasiliensis) harapások láthatók. A hím általában 525 centiméter, míg a nőstény 550 centiméter hosszú. Születésekor a kis Stejneger-féle csőröscet körülbelül 210-230 centiméteres lehet.

## Életmódja
Nyáron északra, míg télen délre vándorol. Ez a cet kis, 3-5, de néha akár 15 fős csapatokban tartózkodik. A csapatokon belül általában ugyanolyan nemű és hasonló korú példányok vannak. A szaporodási időszak alatt a kifejlett hímek hevesen megküzdenek egymással. Néhány példánynál meggyógyult eltörött állkapcsot vettek észre. Beszámoló érkezett arról, amint felnőtt, körülbelül 1000 kilogrammos példányra fehér cápa (Carcharodon carcharias) támadott.

### Fordítás
- Ez a szócikk részben vagy egészben  a   Stejneger's beaked whale című angol Wikipédia-szócikk ezen változatának fordításán alapul.  Az eredeti cikk szerkesztőit annak laptörténete sorolja fel. Ez a jelzés csupán a megfogalmazás eredetét és a szerzői jogokat jelzi, nem szolgál a cikkben szereplő információk forrásmegjelöléseként.